# Stenotarsus antennatus
Stenotarsus antennatus is een keversoort uit de familie zwamkevers (Endomychidae). De wetenschappelijke naam van de soort werd in 1905 gepubliceerd door Léon Marc Herminie Fairmaire.